# هواشناسی فضایی

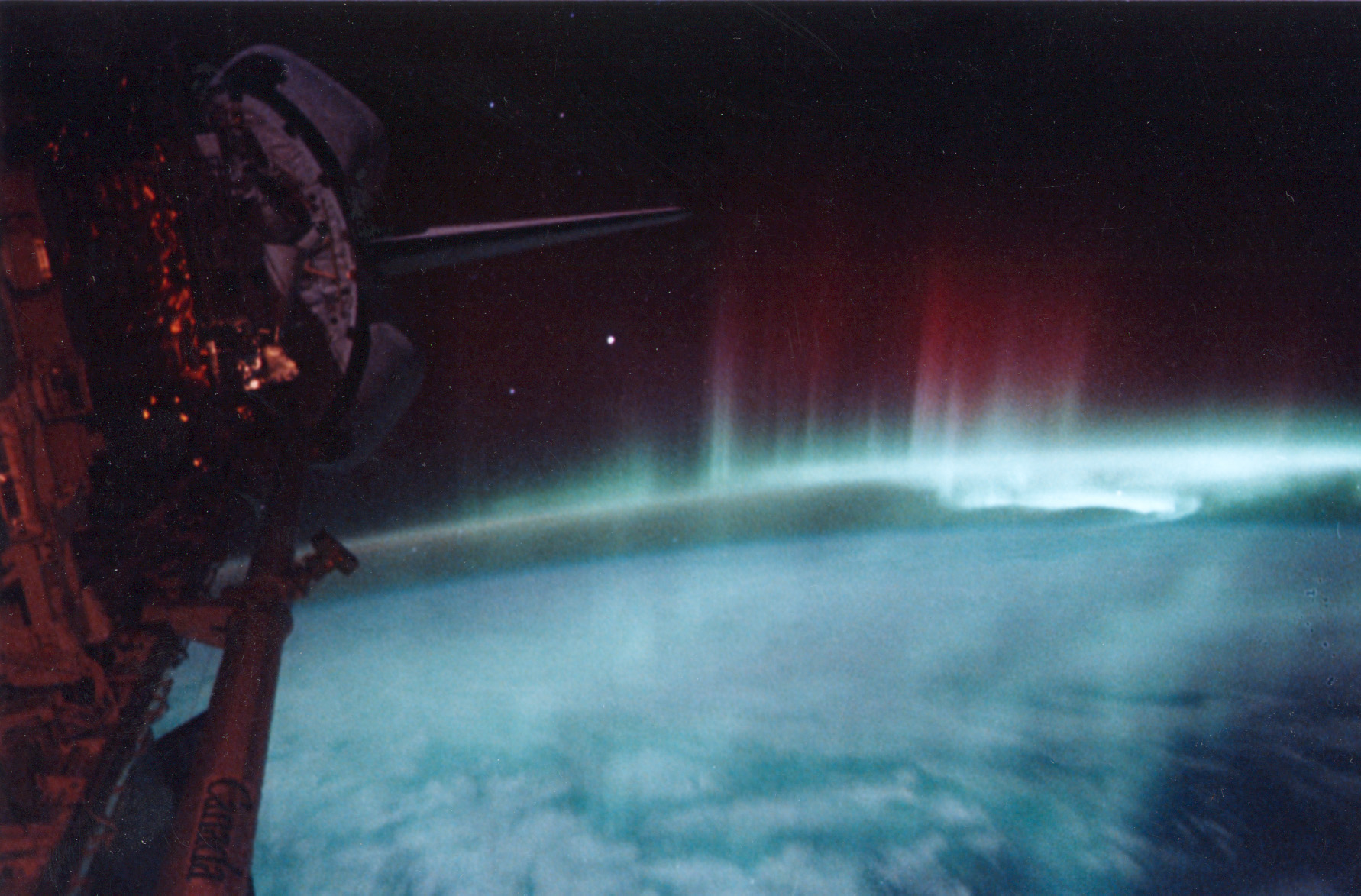
رصد شفق قطبی توسط فضاپیمای دیسکاوری، مه ۱۹۹۱

آب و هوای فضایی (انگلیسی: Space weather) شاخه‌ای از فیزیک فضا و آیرونومی، یا هلیوفیزیک است. این اصطلاح برای نخستین بار در دهه ۱۹۵۰ استفاده شد و در دهه ۱۹۹۰ استفاده از آن رواج یافت.